# Італійська Серія A 1933–1934
Сезон 1933/1934 Серії A — футбольне змагання у найвищому дивізіоні чемпіонату Італії, 5-й турнір з моменту започаткування Серії A. Участь у змаганні брали 18 команд, 3 гірших з яких за результатами сезону полишили елітний дивізіон.
Переможцем сезону став клуб «Ювентус», для якого ця перемога у чемпіонаті стала 6-ю в історії та четвертою поспіль.
| Чемпіон Італії 1933/34 |
| ---------------------- |
| «Ювентус» 6-й титул    |

## Команди-учасниці

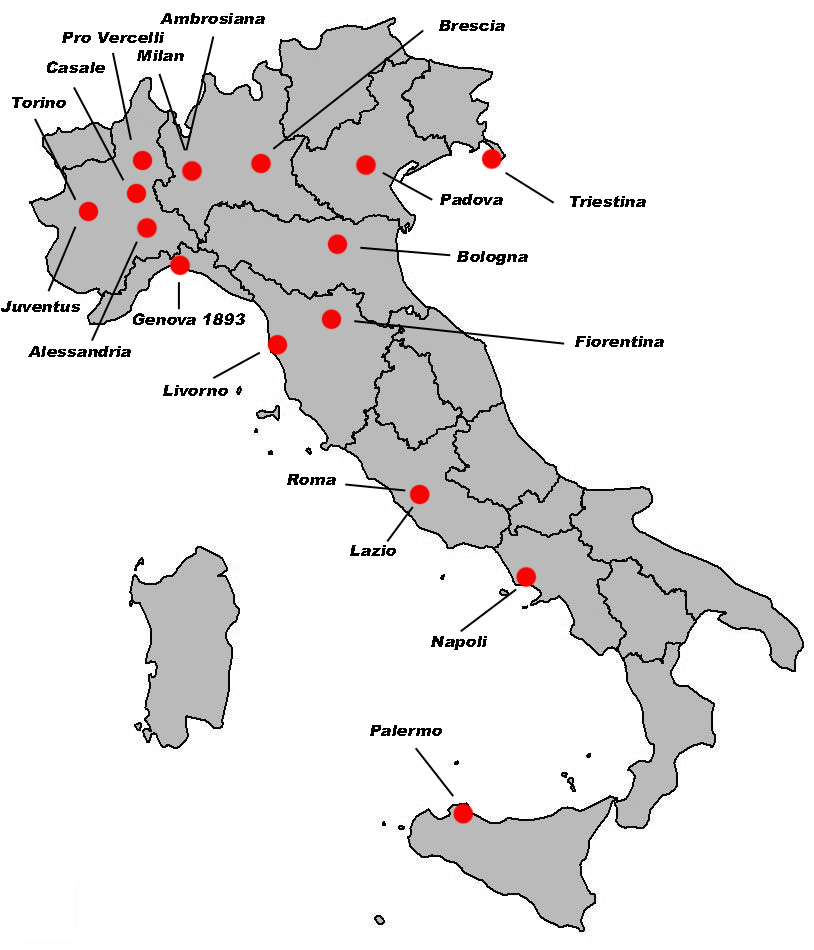
Місцезнаходження команд Серії A сезону 1933-34

Участь у турнірі брали 18 команд:

## Підсумкова таблиця
|                                          |     | Турнірна таблиця 1933–1934 | О  | І  | В  | Н  | П  | М+ | М- |
| ---------------------------------------- | --- | -------------------------- | -- | -- | -- | -- | -- | -- | -- |
| Чемпіон Італії · Вийшов до Кубка Мітропи | 1.  | »Ювентус"                  | 53 | 34 | 23 | 7  | 4  | 88 | 31 |
| Вийшов до Кубка Мітропи                  | 2.  | «Амброзіана»               | 49 | 34 | 20 | 9  | 5  | 66 | 24 |
| Вийшов до Кубка Мітропи                  | 3.  | «Наполі»                   | 46 | 34 | 19 | 8  | 7  | 46 | 30 |
| Вийшов до Кубка Мітропи                  | 4.  | «Болонья»                  | 42 | 34 | 16 | 10 | 8  | 53 | 33 |
|                                          | 5.  | «Рома»                     | 40 | 34 | 16 | 8  | 10 | 56 | 32 |
|                                          | 6.  | «Фіорентина»               | 36 | 34 | 12 | 12 | 10 | 46 | 53 |
|                                          | 7.  | «Про Верчеллі»             | 34 | 34 | 12 | 10 | 12 | 41 | 37 |
|                                          | 8.  | «Ліворно»                  | 34 | 34 | 11 | 12 | 11 | 47 | 45 |
|                                          | 9.  | «Мілан»                    | 33 | 34 | 12 | 9  | 13 | 50 | 49 |
|                                          | 10. | «Лаціо»                    | 31 | 34 | 11 | 9  | 14 | 48 | 66 |
|                                          | 11. | «Трієстина»                | 30 | 34 | 10 | 10 | 14 | 38 | 40 |
|                                          | 12. | «Брешія»                   | 29 | 34 | 11 | 7  | 16 | 39 | 47 |
|                                          | 13. | «Торіно»                   | 29 | 34 | 9  | 11 | 14 | 47 | 57 |
|                                          | 14. | «Алессандрія»              | 29 | 34 | 12 | 5  | 17 | 43 | 54 |
|                                          | 15. | «Палермо»                  | 29 | 34 | 10 | 9  | 15 | 39 | 51 |
| Вибув до Серії B                         | 16. | «Падова»                   | 27 | 34 | 9  | 9  | 16 | 32 | 49 |
| Вибув до Серії B                         | 17. | «Дженова 1893»             | 24 | 34 | 8  | 8  | 18 | 33 | 55 |
| Вибув до Серії B                         | 18. | «Казале»                   | 17 | 34 | 4  | 9  | 21 | 32 | 91 |

## Бомбардири
Найкращим бомбардиром сезону 1933/1934 Серії A став гравець клубу «Ювентус» Феліче Борель, який відзначився 31 забитим голом.
|     | Гравець          | Команда            | Голів | (пенальті) |
| --- | ---------------- | ------------------ | ----- | ---------- |
| 1°  | Феліче Борель    | «Ювентус»          | 31    | -          |
| 2°  | Джованні Бузоні  | «Ліворно»          | 24    | -          |
| 3°  | Джузеппе Меацца  | «Амброзіана-Інтер» | 21    | -          |
|     | Антоніо Вояк     | «Наполі»           | 21    | 4          |
| 5°  | П'єтро Аркарі    | «Мілан»            | 16    | -          |
|     | Джованні Феррарі | «Ювентус»          | 16    | -          |
|     | Альфредо Нотті   | «Алессандрія»      | 16    | 2          |
|     | Нерео Рокко      | «Трієстина»        | 16    | 3          |
|     | Вінічіо Віані    | «Фіорентина»       | 16    | -          |
| 10° | Сільвіо Піола    | «Про Верчеллі»     | 15    | -          |

Джузеппе Меацца став першим гравцем, який забив сто м'ячів у матчах Серії «А».
В сьомому турі Сільвіо Піола («Про Верчеллі») забив у ворота «Фіорентини» шість голів. Гра завершилася з рахунком 7:2.

## Чемпіони
Склад переможців турніру:
| Воротарі: Джанп'єро Комбі (29 матчів), Чезаре Валінассо (5). Захисники: Умберто Калігаріс (33), Вірджиніо Розетта (32), Маріо Ферреро (3), Маріо Джента (1). Півзахисники: Луїджі Бертоліні (29, 1 гол), Луїс Монті (34, 4), Маріо Варльєн (30, 1), Теобальдо Депетріні (9, 2), Марселло Михалик (6). Нападники: Джованні Варльєн (25, 7 голів), Джованні Феррарі (34, 16), Феліче Борель (32, 34), Раймундо Орсі (24, 8), П'єтро Сернаджотто (26, 7), Ренато Чезаріні (20, 8). Тренер: Карло Каркано. |